# Katwijkerlaan
Katwijkerlaan of Katwijk is een buurtschap in de gemeente Pijnacker-Nootdorp, in de Nederlandse provincie Zuid-Holland. Het ligt tussen Pijnacker en Zoetermeer.
Dorpen: Delfgauw · Nootdorp · Pijnacker

Buurtschappen: Gooland · Kalisbuurt · Katwijkerlaan · Klein-Delfgauw  · Noukoop · Oude Leede · Vlieland

Zuid-Holland: Steden en dorpen      Nederland: Provincies · Gemeenten